# Huracà Dean
Huracà Dean va ser el cicló tropical més intens de la temporada d'huracans de l'Atlàntic del 2007. Va ser l'huracà Atlàntic més intens des de l'huracà Wilma de la temporada 2005. A més a més, ha estat el tercer huracà de l'Atlàntic més intens que ha recalat. Va ser un huracà de tipus cap Verd que es va formar el 13 d'agost de 2007, Dean mantingué una trajectòria d'oest-nord-oest des de l'est de l'Oceà Atlàntic a través del canal de Saint Lucia i el mar Carib.